# 디에고 오키우치
디에고 오키우치(이탈리아어: Diego Occhiuzzi, 1981년 4월 30일 ~ )는 이탈리아의 펜싱 선수이며 2012년 하계 올림픽 개인전 은메달리스트이자 단체전 동메달리스트이다. 그는 개인전에서 팀동료이자 에이스인 알도 몬타노, 라레슈 두미트레스쿠 등의 쟁쟁한 선수들을 꺾으며 결승까지 올랐으나, 실라지 아론에 패하였다. 단체전 준결승전에서는 나중에 이 토너먼트에서 금메달을 획득한 대한민국을 상대하였는데, 오키우치는 7부트 구본길과의 대결 도중에 주심의 허락없이 휜 칼을 피다가 레드카드를 받아 실점하였다. 레드 카드로 페이스가 흔들린 이탈리아는 이후 8, 9 부트에 출전한 루이지 타란티노와 알도 몬타노가 연달아 김정환, 원우영에게 대량실점을 허용하였고, 그 결과 대한민국에게 37-45로 패하였다.